# Förvaltningsrättslig Tidskrift
Förvaltningsrättslig Tidskrift är en sedan 1938 utkommande svensk juridisk tidskrift med inriktning på förvaltningsrätt.